# Эрувиль-Сен-Клер 5-й кантон
Эрувиль-Сен-Клер (фр. Canton d’Hérouville-Saint-Clair (Caen-5)) — упраздненный кантон во Франции, находился в регионе Нижняя Нормандия. Департамент кантона — Кальвадос. Входил в состав округа Кан. Население кантона на 2006 год составляло 18 042 человек.
Код INSEE кантона 1441. Кантон Эрувиль-Сен-Клер состоял из одной одноимённой коммуны.

## Коммуны кантона
- Эрувиль-Сен-Клер — население 18.042 чел.